# 王致中 (萬曆戊戌進士)
王致中（？—？），號海若，雲南大理府太和县人，明朝政治人物。

## 生平
萬曆十九年（1591年）辛卯科雲南鄉試第一名舉人，二十六年（1598年）戊戌科進士。兵部觀政，授山西潞安府推官，三十八年升兵部职方司主事，三十九年管山海关，四十四年升员外郎、郎中，四十六年升四川松潘参政、马泸兵备。

## 家族
曾祖王渾。祖父王繼華。父王寵，庠生、儒官。